# Raúl Rosarivo
Raúl Mario Rosarivo (Buenos Aires, 1903 – Ib., 1966) fue un tipógrafo, investigador, diseñador, poeta, pintor e ilustrador argentino, conocido por su trabajo en el análisis de la Biblia de Gutenberg. Fue director general de los Talleres Gráficos de la Provincia de Buenos Aires.
Rosarivo, en su Divina proporción tipográfica, cuya primera edición es de 1947, analizó las obras del Renacimiento con la ayuda de regla y compás, y describió el uso del «número de oro» —la proporción 2:3— en libros producidos por Johannes Gutenberg (también los de Peter Schöffer, Nicolas Jenson y otros); según el mismo Rosarivo, su trabajo y descubrimiento de que Gutenberg utilizó el número de oro —o «número secreto», como Rosarivo también lo llamó— para establecer las relaciones armónicas entre las diversas partes del libro impreso fueron analizados por expertos del Museo Gutenberg y republicados en Gutenberg Jahrbuch, la revista oficial del museo. Sería perseguido durante el régimen militar autodenominado Revolución Libertadora por sus simpatías con el peronismo.

### En español
- Divina proporción tipográfica, La Plata, Argentina (1953); ediciones previas: 1948 y 1947. (Aquí, una breve discusión de la obra.)
- Romances de medianoche (colección de poemas), Kraft, Buenos Aires (1943).
- Cómo formar el espíritu de la imprenta, Buenos Aires (1946).
- De la unidad artística del libro: consideraciones críticas y ensayo de una técnica racional para uso de diagramaciones gráficas, Semca, Buenos Aires (1947).
- Crónica de Johann Gutenberg, Cámara de Industriales Gráfios de la Argentina (CIGA), Buenos Aires (1955).
- Historia general del libro impreso, Ediciones Áureas, Buenos Aires (1964).

### En alemán
- Die Masszahl 1,5 als esthätische Norm tipographischer Grössenverhältnisse, Buenos Aires, Übersetzung: Heinz H. Schmiedt (Der Druckspiegel, Stuttgart, 1957).
- «Goldene Proportionen des ‘Psalteriums’», en Gutenberg Jahrbuch, Maguncia (1958).
- Das Buch vom Goldenen Typografischen, Modul 1:1,5. Das Modul von Johann Gutenberg und seiner Zeitgenossen in der Proportion 2:3. Übersetzt aus dem spanischen von Heinz Nieth. Bearbeitung der deutschen Ausgabe von Hermann Zapf. Scherpe Verlag, Krefeld (1961).